# Pedro Cornaro
Pedro Cornaro fue junto con su esposa, Margarita de Enghien desde el 17 de mayo de 1377 hasta 1388 el noveno señor del señorío de Argos y Nauplia, estado cruzado, creado como feudo del Principado de Acaya. Fue precedido por Luis de Enghien. A partir de esa fecha el señorío pasó al control de la República de Venecia.